# Camponotus importunus
Camponotus importunus är en myrart som beskrevs av Auguste-Henri Forel 1911. Camponotus importunus ingår i släktet hästmyror, och familjen myror. Inga underarter finns listade.